# Andrena levipes
Andrena levipes är en biart som beskrevs av Laberge 1967. Andrena levipes ingår i släktet sandbin, och familjen grävbin. Inga underarter finns listade i Catalogue of Life.